# John Carteret, II conte Granville
John Carteret, 2º conte di Granville, 7º signore di Sark, 23º signore di Saint Ouen, comunemente conosciuto con il titolo di lord Carteret (Isole del Canale, 22 aprile 1690 – Londra, 22 gennaio 1763), è stato un politico britannico.
Fu lord presidente del consiglio dal 1751 al 1763.

## Biografia

### Famiglia ed educazione
La famiglia Carteret era originaria delle Isole del Canale, e discendeva dai Normanni. John era il figlio di George Carteret, primo barone Carteret -figlio di Philippe (1641–1672), figlio di George (1610-1680), figlio di Elias (1585-1640), figlio di Philippe de Carteret I- e di sua moglie, Grace Grenville figlia di sir John Grenville, nobile inglese, e bisnipote dell'ammiraglio elisabettiano sir Richard Grenville.
John Carteret fu educato alla Westminster School ed alla Christ Church di Oxford, dove sviluppò la passione per il mondo classico ed in particolare per la letteratura.

### Carriera
John è stato signore di Sark dal 1715 al 1720 quando vendette il titolo. Fu anche balivo delle Isole del Canale dal 1715.
Sebbene la sua famiglia fosse devota ai giacobiti del casato degli Stuart, Carteret fu sostenitore della dinastia degli Hannover.
John Carteret fu anche un importante uomo politico, facendo il suo ingresso nella camera dei lord il 25 maggio 1711. Come diplomatico viaggiò in America, Prussia Germania e Svezia. In particolare i suoi interventi furono fondamentali per riportare la pace tra la Svezia e la Russia di Pietro I e fra Maria Teresa d'Austria e Federico II di Prussia.
Partecipò accanto al re alla Guerra di successione austriaca, verso cui era stato un convinto interventista.

### Rivalità con Walpole
L'abilità diplomatica di John, unita alla sua conoscenza del tedesco, lingua madre del nuovo sovrano, gli attirò la rivalità del primo ministro Robert Walpole. Per questo motivo venne allontanato dalla capitale per sedare le agitazioni in Irlanda, posizione scomoda in quanto uno dei principali agitatori era il vescovo di Dublino Jonathan Swift, con cui John aveva legami di parentela. Egli rimase in Irlanda dal 1724 al 1730, riuscendo a mediare con successo fra gli interessi inglesi ed irlandesi.
Rientrato a Londra, per l'influenza di Walpole sulla regina, non rivestì cariche pubbliche fino al 1742. John riuscì ad ingraziarsi la regina grazie al comune interesse per la letteratura e finanziando il Foundling Hospital, opera voluta dalla regina. Venne però coinvolto nel dissidio fra il principe Federico e la famiglia reale, cosa che offuscò il suo prestigio. 
Riuscì tuttavia ad essere eletto Lord presidente del consiglio nel 1751, anche se la carica garantiva limitati poteri.

### Carolina
Da suo nonno George Carteret ereditò un ottavo della provincia della Carolina, una fascia di 60 miglia di larghezza lungo il confine con la Virginia, denominato Granville district. Quando gli altri proprietari decisero di vendere le loro quote alla corona, nel 1730 John rinunciò ad ogni incarico di governo ottenendo in cambio di conservare la propria quota.

### Matrimoni
Nell'ottobre 1710 Carteret si sposò una prima volta con Frances Worsley, figlia di Sir Robert Worsley. Sposò in seconde nozze Sophia Fermor (l'ostentazione della cerimonia ed il fatto che la nuova moglie fosse più giovane delle sue figlie furono motivo di ridicolo per John), figlia di Thomas Fermor, I conte di Pomfret.
Dalla prima moglie ebbe due figli e quattro figlie: 
- George Carteret, nato il 14 febbraio 1716, primo figlio che premorì al padre;
- Robert Carteret, 3º conte di Granville (1721–1776), nato il 21 settembre 1721, più anziano sopravvissuto al padre e suo erede
- Luisa Carteret (c. 1712–1736), che sposò Thomas Thynne, II visconte Weymouth di Longleat nel Wiltshire, e fu antenata della Marchesa di Bath dei Baroni Carteret;
- Grace Carteret (nata l'8 luglio 1713), che sposò Lionel Tollemache, IV conte di Dysart; la coppia ebbe figli.
- Giorgiana Carolina Carteret, contessa Cowper (nata il 12 marzo 1715, deceduta nel 1780), che sposò in prime nozze John Spencer MP, e fu la madre di John Spencer, I conte Spencer; sposò poi in seconde nozze William Clavering-Cowper, 2º conte Cowper;
- Frances Carteret (nata il 6 aprile 1718), che sposò nel 1748 John Hay, 4º Marchese di Tweeddale.

Dalla seconda moglie, che sposò nel 1744 e che morì dando alla luce la sua unica figlia, ebbe: 
- Sophia Carteret, che sposò William Petty, II conte di Shelburne; la coppia ebbe figli.

### Morte
Carteret mantenne la sua carica di presidente del consiglio fino alla morte, avvenuta nella sua casa di Londra il 22 gennaio 1763. Dal suo letto di morte ascoltò la lettura del Trattato di Parigi, dicendo a chi gli consigliava invece di riposare che "non voleva trascurare i suoi impegni per prolungare la sua vita". I suoi titoli (non quello di signore di Sark che era stato venduto in precedenza) passarono al figlio Robert, il quale però morì senza discendenza nel 1776.

## Curiosità
Una delle sue figlie, Georgiana Caroline Carteret Spencer, è un'antenata della principessa Diana.
Compare in Pirati dei Caraibi - Oltre i confini del mare, insieme al Primo Ministro Henry Pelham.